# Villars Holding
Die  Villars Holding S.A. mit Sitz in Givisiez ist ein Schweizer Detailhandels- und Gastronomieunternehmen. Sie verfügt insgesamt über 62 Verkaufspunkte, die sich hauptsächlich auf die Kantone Freiburg, Waadt, Neuenburg, Bern, Genf und Wallis verteilen. Die an der Schweizer Börse SWX Swiss Exchange kotierte Unternehmensgruppe beschäftigt 684 Mitarbeiter und erwirtschaftete 2013 einen Umsatz von 104,1 Millionen Schweizer Franken.

## Tätigkeitsgebiet
Die Firma Villars wurde 1901 von Wilhelm Kaiser in Villars-sur-Glâne gegründet. Die Aktivitäten der 1904 in eine Aktiengesellschaft umgewandelten Unternehmensgruppe erstrecken sich auf die Bereiche Detailhandel, Gastronomie sowie Immobilien.
Der Detailhandel umfasst die beiden Gesellschaften Restoshop SA und Alvi-Shop SA. Erstere betreibt insgesamt 13 Mini-Märkte, Kioske und Tankstellen mit Shop auf dem westschweizerischen Autobahn- und Kantonalstrassennetz. Alvi-Shop betreibt weitere 12 Geschäfte in Westschweizer Bahnhöfen sowie auf der Autobahn A1.
Der Gastronomiebereich mit der Tochtergesellschaft Pause-Café SA umfasst 32 Kaffeebars, die sich mehrheitlich in der Westschweiz innerhalb von Einkaufszentren befinden.
Die Immobiliensparte beinhaltet drei Tochterunternehmen. Diese bewirtschaften verschiedene Liegenschaften und Grundstücke.